# Banjaard
Der Schoner Banjaard wurde 1913 als Frachtsegler in Hoogezand (Niederlande) erbaut. Bis 1990 hat die Banjaard unter deutscher Flagge auf der Ostsee Fracht transportiert. 1992 kehrte das Schiff zurück in die Niederlande und wurde zu einem Topsegelschoner umgebaut, um als Segelcharterschiff zu fahren. Die Banjaard ist seither mit Passagieren in der Ostsee, dem IJsselmeer und vor der niederländischen Küste unterwegs. Neben der Vermietung an Gruppen zählen auch Mitseglerreisen für Einzelbucher zum Programm.

## Geschichte
Die Banjaard wurde 1913 als Emma und Willy bei der Werft Kroese in Hoogezand als Frachtsegler mit Stahlrumpf für die Ostsee gebaut und Ende der 1920er Jahre mit einem Hilfsmotor ausgerüstet. Von 1930 bis 1956 trug das Schiff den Namen Gossi. 1948 wurde ihr Rumpf um ungefähr 5 Meter verlängert und 1950 die Maschine gegen eine stärkere ersetzt und die Takelage entfernt. Von 1956 bis 1965 hieß das Schiff Anke Grothmann. 1965 gab es einen Eignerwechsel und das Schiff wurde in Marie Gisela umbenannt und als Küstenmotorschiff unter deutscher Flagge durch die Familie Umland aus Neustadt verwendet. So war es bis 1990 im Einsatz. 1990 wurde ein Eigner- und Flaggenwechsel nach Holland vollzogen. Seit 1991 heißt das Schiff Banjaard. Bis 1992 wurde die Banjaard zu einem Toppsegelschoner umgebaut und fortan als Charterschiff für Segelreisen (Wochen-, Wochenendfahrten und Tages- bzw. Abendtörns) verwendet. 1999 gab es einen erneuten Eignerwechsel an den heutigen Eigner. Der Heimathafen des Schiffes ist Lemmer.

## Segelgebiete
Die Segelgebiete der Banjaard sind in der Hochsaison die Ostsee zwischen Deutschland, Dänemark und Schweden. Abfahrtshäfen sind Kiel und Rostock. In der Vor- und Nachsaison ist die Banjaard auch auf dem Ijsselmeer und der niederländischen Küste bei den Westfriesischen Inseln zu finden. Der Winterliegeplatz ist Lemmer.